# Femme ou Maîtresse
Pour plus de détails, voir Fiche technique et Distribution.
Femme ou Maîtresse (Daisy Kenyon) est un film américain en noir et blanc réalisé par Otto Preminger, sorti en 1947.

## Synopsis
Daisy Kenyon, illustratrice de mode, est la maîtresse de Dan O'Mara, célèbre avocat, marié et père de deux enfants. N'ayant plus aucun espoir de l'épouser, Daisy considère leur amour comme révolu. Dan refuse de l'admettre. Elle rencontre, alors, Peter, un soldat dont la femme est morte cinq ans auparavant dans un accident. Lorsque ce dernier lui propose le mariage, Daisy accepte et perçoit, à travers cette décision, l'opportunité d'abréger sa relation avec Dan. Mais, l'avocat ne l'entend guère de cette oreille.

## Fiche technique
- Titre original : Daisy Kenyon
- Titre français : Femme ou Maîtresse
- Réalisation : Otto Preminger
- Scénario : David Hertz, d'après le roman de Elizabeth Janeway (1945)
- Musique : David Raksin
- Direction artistique : Lyle Wheeler et George W. Davis
- Décors : Thomas Little et Walter M. Scott
- Costumes : Charles Le Maire
- Photographie : Leon Shamroy
- Montage : Louis R. Loeffler
- Producteur : Otto Preminger
- Société de production et de distribution : 20th Century Fox
- Pays de production :  États-Unis
- Langue originale : anglais américain
- Format : noir et blanc — 35 mm — 1,37:1 —  son : mono (Western Electric Recording)
- Genre : drame psychologique
- Durée : 99 minutes
- Dates de sortie : 
  - États-Unis : 25 décembre 1947
  - France : 8 septembre 1948

## Distribution
- Joan Crawford : Daisy Kenyon
- Dana Andrews : Dan O'Mara
- Henry Fonda : Peter
- Ruth Warrick : Lucille O'Mara
- Martha Stewart : Mary Angelus
- Peggy Ann Garner : Rosamund O'Mara
- Connie Marshall : Mariette O'Mara
- Nicholas Joy : Coverly
- Art Baker : l'avocat de Lucille
- Charles Meredith : le juge

Acteurs non crédités
- Mae Marsh
- Tito Vuolo : Dino

## Commentaires sur le film
Jacques Lourcelles définit cette comédie de mœurs, aussi sombre qu'austère, « comme une épure de type racinien » car l'action « n'obéit qu'au seul jeu des passions. » « La passion chez ces êtres ultra-civilisés est loin d'être simple, car, constamment, mêlée de calcul, de froideur et d'hésitation », ajoute-t-il. Le film nous apprend aussi à nous méfier des apparences : l'instabilité affichée du doux Peter (Henry Fonda) dissimule, en vérité, force et sérénité. A contrario, « la fausse assurance de l'avocat Dan (Dana Andrews) le rend parfois vacillant comme un enfant. » Quant à Daisy Kenyon (Joan Crawford), brûlant de passion et pathétique, elle « s'épuise à tâtonner entre deux partenaires. »
Pour Jean-Pierre Coursodon et Bertrand Tavernier , au-delà, d'une « classique rivalité amoureuse, Daisy Kenyon est une méditation à la fois douloureuse et apaisée, effaçant les partis pris théoriques et les symboliques morales. »
Bien que le film soit probablement l'un des premiers films de fiction commercial à évoquer l'internement des Nippo-Américains, le personnage de Dan y défendant un ancien interné, aucun personnage nippo-américain n'apparaît à l'écran.